# Aaaarrghh
...Aaaarrghh... es una banda de black metal y death metal formada en la ciudad de Ankara, Turquía en el año de 1994. Actualmente la banda está compuesta por dos miembros, quienes prefieren permanecer en el anonimato.

## Historia
La banda se formó en 1994 bajo el nombre Aeon, tocando death metal. Más tarde, publicaron los demos From the Darkness I Am Called (1996) y Spirits of the Ancient Ones (1997). En 1997 cambiaron el nombre de la banda por Sagansara y lanzaron un demo titulado «...aaaarrghh...», para que luego, bajo este título, adoptaran su actual nombre. Sus letras tratan sobre la agonía de la vida futura.

## Discografía
- 2004: Ruhlar Fýsýldýyor
- 2006: Ölüm Kadar Soðuk, Ölü Kadar Soluk